# Benton (New York)
Benton è un comune degli Stati Uniti d'America, situato nello Stato di New York, nella contea di Yates.